# Чижевская, Эльжбета
Эльжбе́та Чиже́вская (пол. Elżbieta Czyżewska, 14 мая 1938, Варшава, Польша — 17 июня 2010, Нью-Йорк, США) — польская и американская актриса.

## Биография

### Детство и ранние годы
Отец, Ян, погиб во время Второй мировой войны. Мать, Ядвига Гимпель, по профессии была швеёй. У Чижевской была сестра Кристина. Часть детства Эльжбета провела в Констанцине в детском доме.
В 1960 году окончила Государственную театральную академию в Варшаве. Уже тогда особый талант Чижевской отмечал Януш Гловацкий. Ещё на третьем курсе Ежи Маркушевский предложил ей сотрудничество со Студенческим театром сатиристов. Она первая исполнила песню «Kochankowie z Kamienna street», которая считается гимном этого театра.
Дебютом в кино стала эпизодическая роль второго плана в документальном фильме Яна Ломницкого, Чижевская окончила первый курс и проводила летние каникулы с друзьями в местах съёмок этого фильма в Мазурии.
Сценический дебют актрисы состоялся в 1958 году ролью дочери Илла в постановке Людвика Рене «Визит старой дамы».

### Популярная актриса
В 1961—1967 годах — актриса Варшавского драматического театра. Играла в фильмах Александра Форда, Казимежа Куца, Анджея Мунка, Анджея Вайды, Тадеуша Конвицкого и др. появилась в самой известной картине Войцеха Хаса «Рукопись, найденная в Сарагосе» (1964), много снималась в фильмах своего первого мужа Ежи Сколимовского. Стала одной из самых популярных киноактрис в Польше.
В 1962 году получила премию II степени за роль Сони в «Платонове» на Фестивале русского и советского искусства в Катовице.
В пьесе «Дон Хуан» (1964) она сыграла Миранду, в спектакле «После падения», основанном на автобиографическом тексте Артура Миллера, Мэгги (образ был стилизован под Мэрилин Монро). Сам Миллер присутствовал на премьере спектакля, после выступления он поздравил Чижевскую. Пресса окрестила её «польской Мэрилин Монро».
В 1965 году брак Чижевской и Сколимовского закончился разводом.

### Новый брак и эмиграция
В середине 1960-х в Польшу приехал корреспондент «Нью-Йорк Таймс» Дэвид Хэлберстам (1934—2007). Власти встретили его благожелательно: Хэлберстам был тогда лауреатом Пулитцеровской премии за статью, осуждающую правящую элиту Южного Вьетнама, которая при поддержке США в то время воевала с коммунистическим Северным Вьетнамом. Журналист быстро завоевал симпатию варшавской художественной богемы и вызвал большой интерес, так как находился по ту сторону «железного занавеса». Хэлберстам так же быстро очаровал Чижевскую. Их знакомство состоялось на премьере спектакля «После осени». Всего через несколько месяцев после развода со Сколимовским, 13 июня 1965 года, Чижевская вышла замуж за Хэлберстама. В этот же день она получила Золотую маску как самая популярная телеактриса.
Благосклонность властей закончилась в 1967 году, когда Хэлберстам опубликовал в «Нью-Йорк Таймс» статью с критикой в адрес первого секретаря ЦК ПОРП Владислава Гомулки. Хэлберстам незамедлительно был объявлен в Польше «персоной нон грата».
Чижевской пришлось принимать трудное решение, остаться ли в стране или уехать с мужем. Актриса решила переждать бурю и остаться в стране, где она была звездой. Однако мартовские события 1968 года и давление властей не оставили иллюзий. Актриса подверглась публичной критике со стороны властей. Еженедельник «Walka Młodych» опубликовал статью с критикой, тон которой, как пишет Ежи Карашкевич, было примерно таков: «Возникает вопрос, почему наша выдающаяся польская актриса предает наши жизненно важные польские интересы? Неужели её так поразил зеленый цвет американских банкнот? Как можно назвать такую женщину? Актриса, которая всем обязана Народной Польше и так недостойно нас всех обижает. Польский народ». В марте 1968 года Чижевская решила как можно скорее покинуть страну. Когда она появилась в аэропорту Варшавы, 6 апреля 1968 года, то была подвергнута личному досмотру, который, по словам свидетелей этого события (Ежи Карашкевич и Януш Гловацкий), имел целью унизить актрису. 22 апреля 1968 года Чижевская покинула страну.

### В эмиграции
После отъезда бывала в Польше лишь эпизодически: 16 декабря 1968 года по приглашению Анджея Вайды, чтобы сыграть в фильме «Всё на продажу». Её возвращение не приветствовалось властями, которые провоцировали режиссёра «открытыми письмами», но тот не отступился, и Чижевская появилась в фильме в роли Элы, жены актёра (фильм посвящён памяти Збигнева Цибульского, трагически погибшего в 1967 году, образ главного героя, так и не появившегося в кадре, написан с него). Она снова приехала в Польшу после августа 1980 года, а затем пробыла в Польше с 16 июля по 16 ноября 1987 года.
В США актёрская карьера Эльжбеты не сложилась, хотя она и появлялась изредка на экране, а также играла в театре. Определённую роль сыграло то обстоятельство, что говорила она с сильным восточноевропейским акцентом.
Жила с мужем в Нью-Йорке на 48-й улице Манхэттена.
Сосредоточилась на ролях в театре, т. н. Off-Broadway.
В 1974 году играла на сцене в том числе в Йельском репертуарном театре в спектакле по роману Достоевского «Бесы» в постановке Анджея Вайды. На сцене она играла вместе с юной Мерил Стрип. Стрип, очарованная игрой Чижевской, просила у неё уроки. Приобретенные навыки и выученный польский акцент помогли Стрип позднее сыграть Софию Завистовскую в «Выборе Софии», за которую она получила «Оскар».
В 1977 году брак Чижевской с Хэлберстамом распался. Чижевская пристрастилась к алкоголю. Возникли финансовые проблемы.
В 1982 году в дверь Чижевской с просьбой о приюте постучал молодая польская актриса Иоанна Пакула. Так зародилась дружба, закончившаяся так же быстро, как и началась. Чижевска помогла Пакуле финансово и поддержала её в карьере, в том числе она устраивала кастинги, знакомила с людьми из кино индустрии. Вскоре Пакула получила роль в «Парке Горького» (1984), за которую была номинирована на «Золотой глобус». Дружба Чижевской и Пакулы закончилась дракой, Пакула уехал в Лос-Анджелес. Обе актрисы больше не контактировали и не хотели отвечать на вопросы друг о друге.

### Последние годы

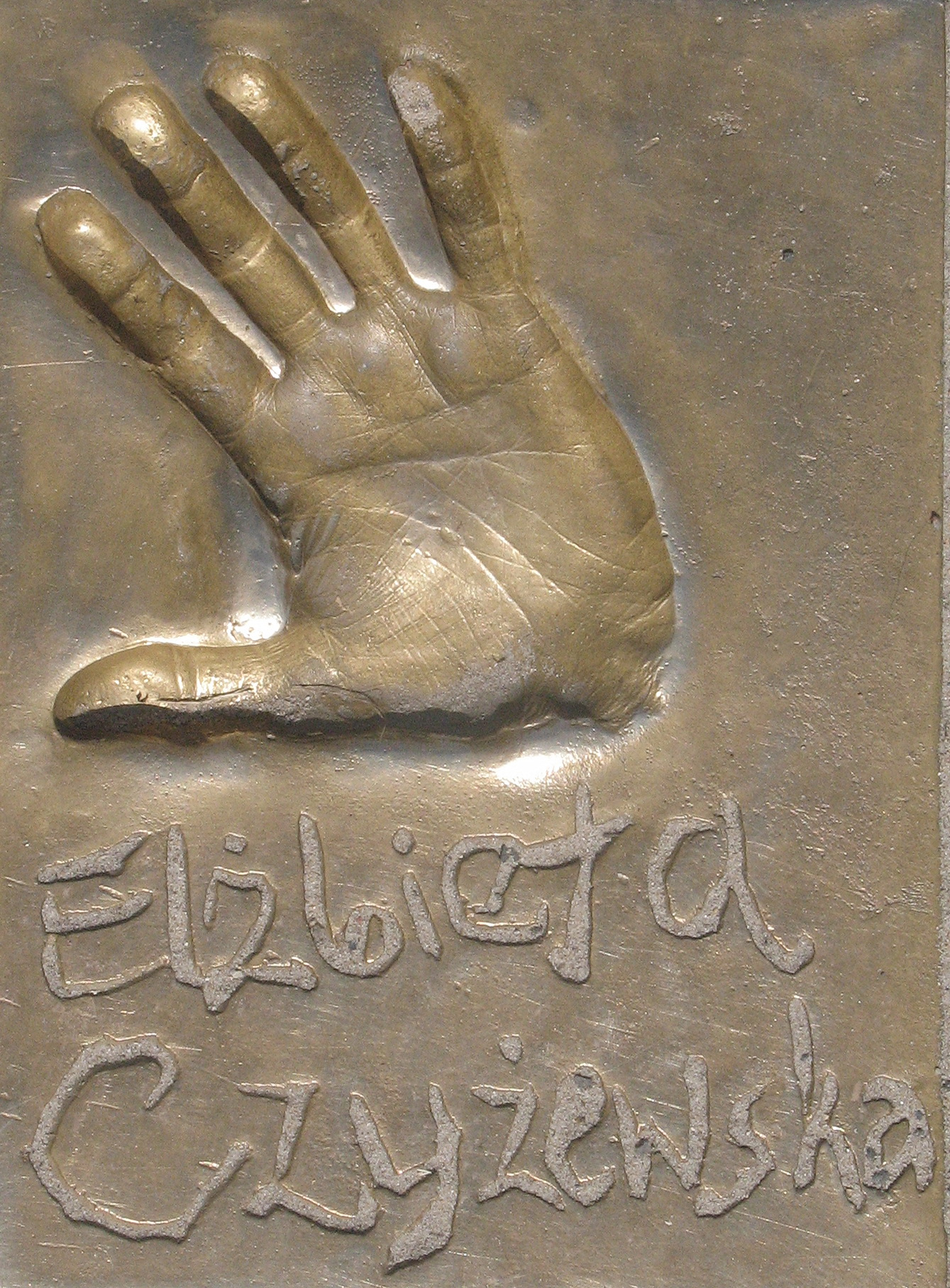
Отпечаток руки и подпись Э. Чижевской на аллее звёзд в Мендзыздрое

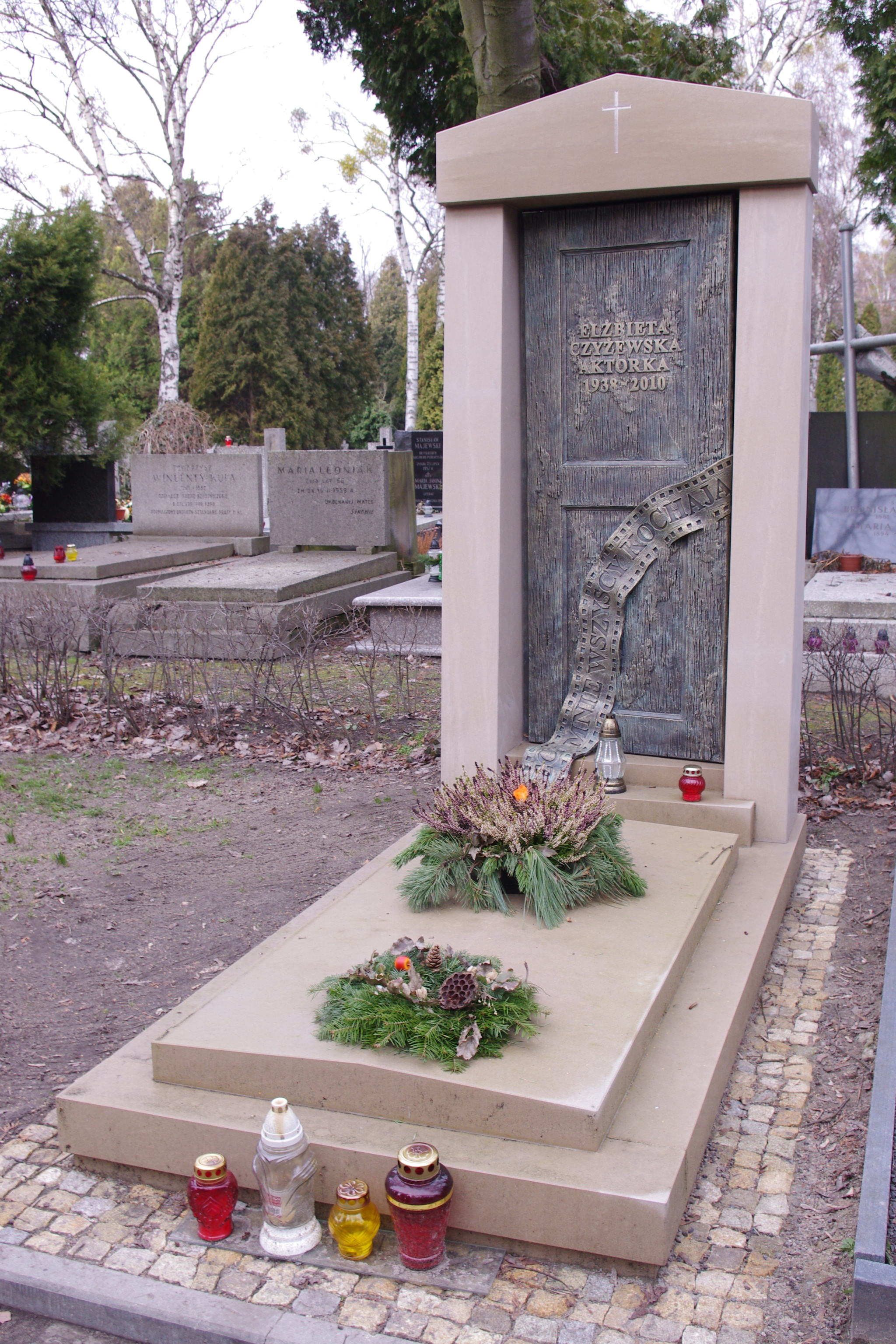
Могила Чижевской

В 2003 году актриса появилась в Польше, чтобы запечатлеть свою руку на Звёздном променаде в Мендзыздрое.
В 2007 году умерла сестра Чижевской, Кристина. В том же году Хэлберстам погиб в автокатастрофе. Чижевская очень тяжело пережила обе потери, она впала в депрессию.
Последней ролью Чижевской стали съёмки в эпизоде сериала «Схватка». Она также попрощалась с актёрами Актёрской студии.
Чижевска умерла в нью-йоркской пресвитерианской больнице на Манхэттене в возрасте 72 лет от рака пищевода. Много лет Чижевская была заядлой курильщицей. У неё всегда были с собой портсигар и зажигалка, чтобы она могла использовать их в любой момент. Это был неотъемлемый элемент её образа.
Откликнувшаяся на смерть Чижевской «Нью-Йорк Таймс» назвала её «королевой без страны».
Похороны актрисы состоялись 18 октября 2010 года в Варшаве на Военном кладбище Повонзки (участок 30A-tuje-18). В последний путь её сопровождали Даниэль Ольбрыхский, Януш Гловацкий, Анджей Митан, Иоанна Щепковска и директор Института Адама Мицкевича Павел Поторочин.

## Фильмография
- 2001 — Закон и порядок. Преступные намерения (США)
- 1999 — Третья смена (США)
- 1999 — Скоро (США)
- 1998—2004 — Секс в большом городе (США)
- 1998 — Гараж (США)
- 1996 — Я люблю тебя, я не люблю тебя (Франция, Германия, Великобритания, США)
- 1996 — Инцидент с Хармсом (Австрия)
- 1991 — Поцелуй перед смертью (США, Великобритания)
- 1990 — Человек в кадиллаке (США)
- 1989 — Музыкальная шкатулка, Мелинда Кальман
- 1989 — Внезапное пробуждение, эпизод
- 1988 — Бег на месте
- 1982 — Отплата, Адя Свидрыцкая
- 1981 — Дебютантка, Мария — главная роль
- 1973 — В круге первом, Симочка
- 1969 — Путни Своуп (США)
- 1968 — Всё на продажу, Эльжбета — главная роль
- 1966 — Клуб профессора Тутки (телесериал), Девушка из Альп (5 серия)
- 1966 — Брак по расчёту, Иоанна — главная роль
- 1965 — Рукопись, найденная в Сарагосе, донна Фраскетта Салеро
- 1965 — Капитан Сова идёт по следу (телесериал), «Третья рука» (5-я серия) — Урсула/Жозефина
- 1965 — Нелюбимая, Ноэми — главная роль
- 1965 — Неотправленное письмо (Польша)
- 1965 — Вальковер (Польша), девушка на вокзале
- 1964 — Первый день свободы, Луцци Роде
- 1964 — Прерванный полёт, Урсула
- 1964 — Итальянец в Варшаве, Марыся — главная роль
- 1964 — Где генерал?, Маруся — главная роль
- 1963 — Пассажирка, эпизод
- 1963 — Молчание, — Катя, медсестра
- 1963 — Жена для австралийца, Ханка Рембовска — главная роль
- 1963 — Час пунцовой розы, Аня — главная роль
- 1962 — Золото, Дорота
- 1962 — Дом без окон, Тереза
- 1962 — Девушка из хорошей семьи (Польша)
- 1961 — Сусанна и парни (Польша)
- 1961 — День поминовения (Польша), Листек